# ريناتو غونسالفيس دي ليما
ريناتو غونسالفيس دي ليما (بالبرتغالية: Renato Gonçalves de Lima‏) هو لاعب كرة قدم برازيلي في مركز الوسط، ولد في 14 سبتمبر 1991 في Serra Talhada ‏ في البرازيل. لعب مع نادي سانتا كروز.

## وصلات خارجية
- ريناتو غونسالفيس دي ليما على موقع قاعدة بيانات كرة القدم.إي يو (الإنجليزية)
- ريناتو غونسالفيس دي ليما على موقع Soccerway.com (الإنجليزية)